# James Lind

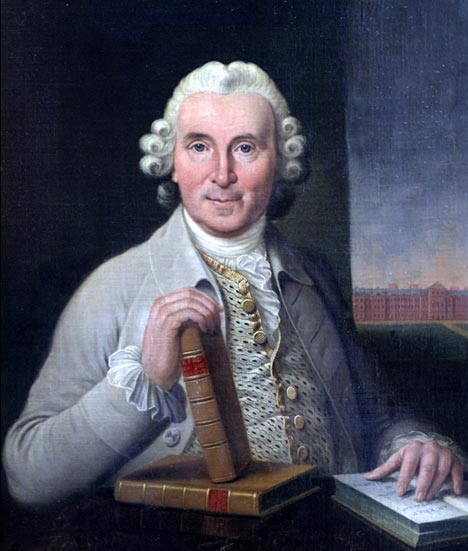
James Lind

James Lind (* 4. Oktober 1716 in Edinburgh; † 13. Juli 1794 in Gosport) war ein schottischer Arzt. Er war der Pionier der Bordhygiene und entdeckte die Therapie von Skorbut durch Zitronensaft. Außerdem schlug er vor, durch die Destillation von Meerwasser Trinkwasser zu gewinnen. Er bekämpfte die Feuchtigkeit auf den Schiffen durch Lüftung, verbesserte Kleidung und Reinlichkeit der Seeleute und führte das Ausräuchern mit Schwefel und Arsen ein. Mit seiner Arbeit beeinflusste er auch die Krankheitsprophylaxe und Ernährung britischer Soldaten an Land.

## Die Jahre auf See
James Lind ging in Edinburgh zur Schule und erlernte danach von 1731 bis 1739 das medizinische Handwerk bei dem Chirurgen George Langlands, einem Fellow des Royal College of Surgeons of Edinburgh. Er trat 1739 als Maat eines Schiffsarztes in die Royal Navy ein und diente im Mittelmeer, vor Westafrika und in der Karibik. Bis 1746 war er zum Schiffsarzt der HMS Salisbury aufgestiegen, die zur Kanalflotte gehörte. Zwei Jahre später quittierte er den Dienst bei der Marine. Er verfasste eine Doktorarbeit über Geschlechtskrankheiten, wurde 1748 promoviert und erhielt die Lizenz, in Edinburgh praktizieren zu dürfen, wo er auch dann eine Praxis eröffnete.

## Eine Therapie für Skorbut

### Linds Experiment
Skorbut ist eine Vitamin-C-Mangelkrankheit, wobei man beachten muss, dass zu Linds Zeiten Vitamine noch unbekannt waren. Vitamin C ist für den Zusammenhalt des Bindegewebes notwendig. Fehlt es, entstehen Geschwüre an den Unterschenkeln und Füßen, es kommt zu Blutungen, Zähne und Haare fallen aus, alte Wunden öffnen sich, es folgen Depressionen, Halluzinationen, Blindheit und schließlich der Tod. 1740 sorgte das katastrophale Ergebnis von Ansons Weltumsegelung für viel Aufsehen, als von 1900 Mann Besatzung 1400 umgekommen waren, die meisten von ihnen angeblich durch Skorbut. Nach Angaben von Lind forderte Skorbut seinerzeit mehr Tote in der Marine als alle französischen und spanischen Waffen zusammengenommen.
Dass Zitrusfrüchte gegen Skorbut helfen, war mindestens seit 1600 bekannt, als ein Arzt der East India Company sie für diesen Zweck empfohlen hatte, doch hatte sich ihre Verwendung nie durchgesetzt. Lind war also nicht der Erste, der an Zitrusfrüchte zur Therapie des Skorbuts dachte, aber er war der Erste, der 1747 ihren Effekt in einem systematischen Versuch untersuchte. Es handelt sich dabei um eines der ersten klinischen und kontrollierten Experimente in der Geschichte der Medizin.
Lind glaubte, dass Skorbut eine Folge von Fäulnis im Körper sei, was durch Säuren verhindert werden könne. Deswegen experimentierte er vor allem mit säurehaltigen Nahrungszusätzen. Für seinen Versuch teilte er zwölf skorbut-kranke Matrosen in sechs Gruppen ein. Alle erhielten dieselbe Diät und die erste Gruppe außerdem ein Quart (einen knappen Liter) Apfelwein täglich. Gruppe zwei nahm 25 Tropfen Schwefelsäure ein, Gruppe drei sechs Löffel voll Essig, Gruppe vier ein halbes Pint (knapp ein Viertel Liter) Seewasser, Gruppe fünf zwei Apfelsinen und eine Zitrone täglich und die letzte Gruppe eine Gewürzpaste sowie Gerstenwasser. Die Behandlung von Gruppe fünf musste abgebrochen werden, als nach sechs Tagen die Früchte ausgingen, aber zu diesem Zeitpunkt war einer der Matrosen bereits wieder dienstfähig und der andere beinahe erholt. Bei den übrigen Versuchsteilnehmern zeigte sich nur in der ersten Gruppe ein gewisser Effekt der Behandlung.
Kurz nach diesem Experiment verließ Lind die Marine und praktizierte zunächst als niedergelassener Hausarzt. 1753 veröffentlichte er eine Abhandlung über Skorbut (A treatise of the scurvy), die praktisch ignoriert wurde. 1758 wurde er zum Leitenden Arzt des Königlichen Marinekrankenhauses Haslar in Portsmouth berufen. Als James Cook 1768 seine erste Weltumsegelung antrat, nahm er Stammwürze von Bier (0,1 mg Vitamin C pro 100 g), Sauerkraut (10–15 mg pro 100 g) und einen Sirup aus Orangen und Zitronen (Saft enthält 40–60 mg pro 100 g) als Skorbut-Mittel mit auf die Reise; allerdings wurden nur die Ergebnisse zur Stammwürze veröffentlicht. 1762 erschien Linds „Eine Abhandlung über die besten Mittel zur Erhaltung der Gesundheit von Seeleuten“ (An essay on the most effectual means of preserving the health of seamen, in the Royal Navy [...].) in 2. Auflage. Hier empfiehlt er, dass man „Salat“, d. h. Gartenkresse (69 mg Vitamin C pro 100 g), auf feuchten Tüchern ziehen solle. Diese Empfehlung wurde tatsächlich umgesetzt, und die Britische Armee in Nordamerika wurde im Winter 1775 mit Senf- und Kressesamen versorgt. Lind propagierte auch weiterhin Zitrusfrüchte. Da er – wie auch die meisten anderen Ärzte – die heilende Wirkung auf ihre Säure zurückführte, lag es nahe, auf billigere, saure Lebensmittel auszuweichen.

### Auswirkung
Erst Gilbert Blane (1749–1834) setzte endgültig Zitrusfrüchte in der Marine durch. In einem Experiment an Bord der Suffolk wurde 1794 auf einer 23-wöchigen Reise ohne Zwischenaufenthalt nach Indien Zitronensaft ausgegeben. Die Ration von täglich zwei Drittel einer Unze (ungefähr 20 ml) vermischt mit Grog enthielt so gerade eben den täglichen Mindestbedarf an Vitamin C von 10 mg. Es kam zu keinem ernsthaften Ausbruch von Skorbut. Im folgenden Jahr nahm die Admiralität Zitronensaft in die Verpflegung der gesamten Flotte auf. Damit war Skorbut allerdings noch nicht in der Marine beseitigt, denn Zitronensaft wurde zunächst als Heilmittel betrachtet und folglich nur vom Schiffsarzt ausgegeben. Erst nach 1800 wurden auch dessen vorbeugende Qualitäten zunehmend anerkannt. Diese neue Vorschrift hatte dramatische Auswirkungen: Wurden 1780 im Royal Hospital Halsar noch 1457 an Skorbut erkrankte Seeleute aufgenommen, waren es 1806 nur noch zwei Fälle.
Nach 1845 ersetzte die britische Admiralität die aus Sizilien und Malta bezogenen Zitronen allmählich durch Limetten, die auf britischen Plantagen der Westindischen Inseln angebaut wurden: Unverändert glaubte man, dass die skorbutheilende Wirkung des Zitronensafts auf seiner Säure beruhte und Limettensaft war weitaus saurer als Zitronensaft. Tatsächlich hat frischer Limettensaft aber nur halb so viel Vitamin C wie Zitronensaft und auf Grund der Lagerung des in der britischen Marine verwendeten Limettensaftes enthielt dieser nur noch äußerst geringe Mengen an Vitamin C. Dieser Unterschied zwischen Zitronensaft und Limettensaft blieb zunächst unentdeckt, da die um die Mitte des 19. Jahrhunderts zunehmend eingesetzten Dampfschiffe zur Folge hatten, dass Seeleute in der Regel zu kurz auf hoher See waren, um Skorbut zu entwickeln. Ausnahmen davon stellten die Seeleute dar, die auf Walfängern unterwegs oder Mitglieder einer Polarexpedition waren. Der entscheidende Unterschied zwischen Zitronen- und Limettensaft wurde bereits 1875 auf der von George Nares geleiteten britischen Arktis-Expedition offengelegt. Nares versuchte den Nordpol über Grönland zu erreichen, die Expedition musste aber abgebrochen werden, nachdem die Expeditionsmitglieder an Skorbut erkrankt waren, obwohl sie alle täglich die vorgeschriebene Limettensaftration zu sich genommen hatten. Dies führte jedoch keineswegs zu einer Änderung der Vorschriften: Von Skorbut betroffen waren auch die Jackson-Harmsworth-Expedition 1894–1897, Scotts Discovery-Expedition 1901–1904 und die Terra-Nova-Expedition 1910–1913. Vitamin C als die entscheidende Wirkkomponente wurde erst ab dem Jahr 1928 durch den Ungarn Albert Szent-Györgyi und den Amerikaner Charles Glen King entdeckt.

## Trinkwasser aus dem Meer
Im 18. Jahrhundert nahmen die Seeleute Wasser und Bier in Fässern mit und nutzten überdies Regen als Trinkwasser. Nach den Bestimmungen (Regulations and Instructions relating to His Majesty’s Service at Sea), die zum ersten Mal 1733 von der Admiralität ausgegeben worden waren, hatte jeder Matrose Anspruch auf eine Gallone schwaches Bier am Tag (es handelt sich bei diesem Maß um fünf Sechstel der üblichen britischen Gallone, was einer heutigen amerikanischen Gallone oder gut dreieinhalb Liter entspricht). Da Bier beim Brauen gekocht wird, ist es zunächst frei von Bakterien und sollte nicht wie Wasser faulen, wenn es monatelang in Fässern aufbewahrt wird. Im Mittelmeergebiet wurde auch Wein ausgegeben, der häufig mit Brandy verstärkt war.
Eine Fregatte mit einer Besatzung von 240 Mann und Proviant für vier Monate hatte zum Beispiel mehr als 100 Tonnen Wasser an Bord. Die Qualität hing von der ursprünglichen Quelle des Wassers, vom Zustand der Fässer und von der Lagerdauer ab. In normalen Zeiten durften Seeleute so viel Wasser aus einem bewachten Wasserfass trinken, wie sie wollten, durften jedoch kein Wasser mitnehmen. Wenn Wasser knapp wurde, wurde es rationiert und Regenwasser mit einem ausgebreiteten Segeltuch gesammelt. Wasser wurde auch aufgenommen, wenn sich unterwegs eine Gelegenheit ergab; allerdings waren Wasserstellen häufig versumpft und daher in den Tropen malaria-verseucht.
1758 entdeckte Lind, dass sich aus dem Dampf von erhitztem Meerwasser trinkbares Wasser gewinnen ließ, das wie Regenwasser schmeckte. Er schlug auch vor, Sonnenenergie zum Verdampfen des Wassers zu verwenden. Aber erst 1810, als ein neuer Typ von Kochofen auf den Schiffen eingeführt wurde, gab es die Möglichkeit, Trinkwasser in nennenswertem Ausmaß durch Destillation zu gewinnen.

## Die letzten Jahre am Krankenhaus Haslar
James Lind arbeitete ab 1758 als Leitender Arzt am Royal Hospital Haslar. 1783 folgte ihm sein Sohn auf diesem Posten. Er starb 1794 in Gosport, wo er in der Portchester-Kirche beerdigt ist. Eine Plakette am Fachbereich Medizin der Universität Edinburgh erinnert an seine Verdienste. Ferner ist er Namensgeber für den Lind-Gletscher in der Antarktis.

## Mitgliedschaften
1783 wurde er zum Mitglied (Fellow) der Royal Society of Edinburgh gewählt.

## Würdigung
Er ist einer der 23 ursprünglichen Namen auf dem Fries der London School of Hygiene and Tropical Medicine, die Personen aufführen, die sich um öffentliche Gesundheit und Tropenmedizin verdient gemacht haben.